# フォトクリエイト
株式会社フォトクリエイト（英: Photocreate Co.,Ltd.）は東京都新宿区に本社を置き、写真サービス（インターネット写真サービス事業、フォトクラウド事業、広告・マーケティング支援事業）を行う日本の企業である。
カルチュア・コンビニエンス・クラブの子会社。

## 沿革
- 2002年（平成14年）1月 - NTTとサイバーエージェントを経て独立した白砂晃らによって設立[1]。
- 2003年（平成15年）
  - 4月 - 全国各地のイベント写真販売サイト『フォトチョイス』サービスを開始。
  - 5月 - 社交ダンス写真販売サイト『ダンスライフ』サービスを開始。
  - 7月 - スポーツ写真販売サイト『オールスポーツコミュニティ』サービスを開始。
- 2005年（平成17年）10月 - 大阪市西区に西日本支社を設立。
- 2006年（平成18年）
  - 7月 - お祭り専門写真販売サイト『ヨイショッ！ト』サービスを開始。
  - 12月 - スクール写真販売サイト『スナップスナップ』サービスを開始。
- 2008年（平成20年）
  - 7月 - 音楽イベント写真販売サイト『StageLife』サービスを開始。
  - 8月 - 読売巨人軍との提携による『読売巨人軍オフィシャル写真販売サイト』サービスを開始。
- 2009年（平成21年）3月 - ウェディング写真販売サイト『グロリアーレ』サービスを開始。
- 2010年（平成22年）3月 - 出張スタジオ写真専用WEBサイト『FREE☆STUDIO』サービスを開始。
- 2011年（平成23年）3月 -『スナップスナップ』にて写真館向けASPサービスを開始。
- 2012年（平成24年）10月 - 台湾版「オールスポーツコミュニティ」サービスを開始。
- 2013年（平成25年）7月 - 東京証券取引所マザーズに上場。
- 2014年（平成26年）2月 - カルチュア・コンビニエンス・クラブ株式会社と資本提携
- 2015年（平成27年）
  - 2月 - 株式会社ラボネットワークと業務提携。
  - 7月 - 株式会社アロバの第三者割当増資を引き受け、持分法関連会社化。
- 2016年（平成28年）
  - 8月 - 写真館向けASPサイト『スナップパーク』を開始。
  - 9月 - カルチュア・コンビニエンス・クラブの完全子会社である株式会社フォトライフ研究所（現・CCCフォトライフラボ）が、株式公開買付けにより議決権所有割合66.34%の株式を取得。カルチュア・コンビニエンス・クラブは同社直接保有分含め91.29%の議決権を取得[2][3]。
  - 9月 - B.LEAGUE（Bリーグ）のフォトエージェンシーに決定
  - 10月 - 台湾に子会社「創星影像股份有限公司」を設立。東京証券取引所マザーズ上場廃止。
  - 11月 - カルチュア・コンビニエンス・クラブが、同社及びフォトライフ研究所以外の株主が保有する全株式（自己株式を除く）を、株式売渡請求により取得。カルチュア・コンビニエンス・クラブの完全子会社となる[4]。
- 2017年（平成29年）6月 - 株式会社アップルツリーファクトリーと包括的業務提携。

## マラソン大会
近年、数々の市民参加型マラソン大会（シティマラソン）において、公式フォトサービスの「オフィシャルスポンサー」を務めている。プロカメラマンを沿道の随所に配置して撮影。レース後にランナーを対象に、インターネット上で写真を販売するビジネスモデルを、日本で確立した。
日本国内撮影例
- つくばマラソン
- 奈良マラソン
- 東京マラソン
- 大阪マラソン
- 神戸マラソン
- 京都マラソン
- 北九州マラソン

丹沢湖マラソン
日本国外撮影例
- JALホノルルマラソン2011（日本企業として初の採用[6]）
- 2011東レ杯上海国際マラソン（日本企業として初の採用[7]）

## テレビ番組
- 日経スペシャル カンブリア宮殿 ネットの発想とスピード感で写真業界の常識を打ち破れ！（2013年4月18日、テレビ東京）[8]